# 當所神社 (富士宮市)
當所神社（とうしょじんじゃ）は、静岡県富士宮市北山にある神社。

## 概要
富士山本宮浅間大社の元摂社であり、同社と関係が深い。例えば富士山本宮浅間大社の年中行事を記した天正5年（1577年）『富士大宮神事帳』には正月行事として「北山當所之宮御神事」が記される。
また慶安3年（1650年）の奥書を持つ『富士本宮年中祭礼之次第』においても正月行事として「北山とうすの宮神事」と見え、當所之宮神事が記される。